# 鄭珍敬
鄭珍敬（韓語：정진경，1978年5月17日—），曾用名戚珍敬，韓國女子籃球運動員，曾歸化中華民國，場上司職中鋒。

## 生平
鄭珍敬赴台灣發展之前，曾就讀韓國崇義女中，也代表過韓國參加1996年亞洲U18青年女子籃球錦標賽，當時被譽為朴贊淑、鄭銀順接班人，她在韓國所效力的科隆女籃，由於經濟問題於1997年底解散，轉而赴台灣發展並加入台元女籃，由戚維功領養，透過歸化於1999年獲得本土資格，也由鄭珍敬改名戚珍敬。
台元女籃早在1998年便透過李亨淑網羅了鄭珍敬與千銀淑兩名韓國外援，另外也招徠中國大陸的彭萍，台元女籃也成功地靠著這次引援闖進1998年日月光社會甲組籃球聯賽總決賽，三戰兩勝的賽制下，台元女籃連輸兩場於國泰女籃，位居亞軍。但鄭珍敬一直到歸化成功後，才得以報名以本土球員為主的總統盃等賽事，並入讀台北市立體育學院。
1999年，鄭珍敬得以報名總統盃，然而她在訓練時遭撞傷膝蓋無緣本屆賽事，效力台元女籃期間鄭珍敬也屢屢復發膝傷、動手術，錯過了數場社甲聯賽與總統杯等賽事，後來鄭珍敬於2005年返回韓國恢復了國籍，也加入了韓國女子籃球聯賽的新世界女籃，並代表韓國隊參加2005年東亞運動會。

## 外部連結
- 鄭珍敬在fiba.basketball（英语）
- 鄭珍敬在Eurobasket.com（球員）（英语）